# Kervo

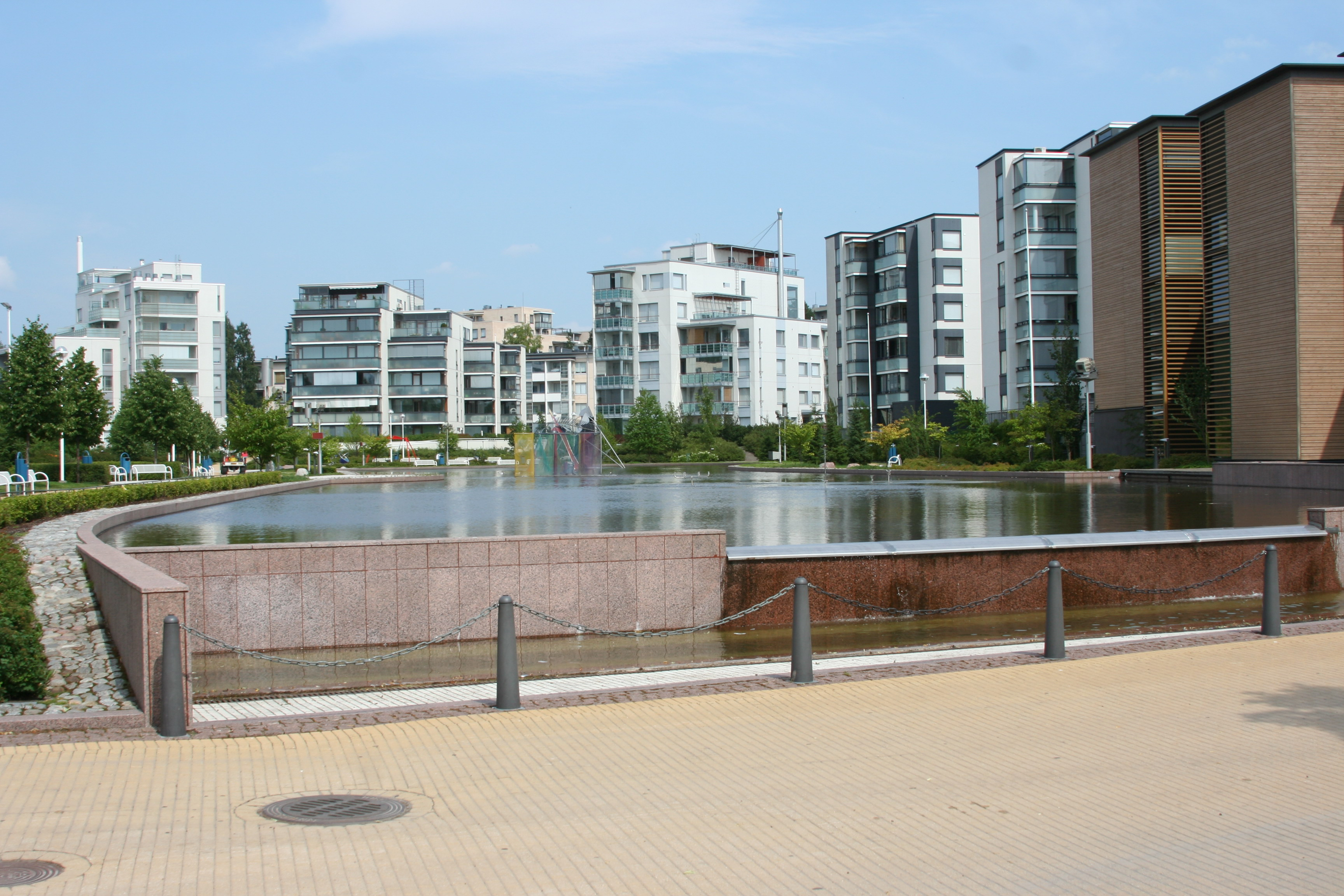
Stadens centrum

Kervo (finlandssvenskt uttal [ˈtɕærvo]) (finska: Kerava) är en stad i landskapet Nyland i Finland. Staden är belägen 30 kilometer nordost om Helsingfors.  Folkmängden i Kervo stad uppgår till cirka 37 232 invånare och den totala arealen utgörs av 30,79 km². Staden gränsar till Tusby kommun, Sibbo kommun och Vanda stad. Kervo är byggt längs den norrgående huvudbanan och det finns två järnvägsstationer för lokaltåg, Kervo och Savio.
Kervo stad ingår i Helsingfors ekonomiska region.
Under medeltiden hörde Kervo administrativt till Sibbo socken. Mellan 1643 och 1924 hörde Kervo till Tusby kommun (socken). Vid årsskiftet 1923/1924 bröt sig Kervo ur Tusby kommun och bildade en egen köping. Då Kervo blev köping uppgick folkmängden till 3 000 personer. 1970 omvandlades Kervo till stad.
Kervo stads språkliga status är enspråkigt finsk, men var fram till och med 1953 tvåspråkig med finska som majoritetsspråk och svenska som minoritetsspråk. Den ursprungliga finlandssvenska befolkningen i Kervo är sedan flera decennier stabil till antalet och utgör nu i runda tal 400 personer, vilket motsvarar drygt en procent av invånarna.

## Historia
Före 1100-talet fanns ingen permanent bosättning i Kervo med omnejd. Sedan stenåldern har regionen dock besökts av nomadiserande jägar- och fiskarfolk, vilket talrika fornfynd vittnar om. Efter korstågen på 1100-talet koloniserades kusttrakterna i södra Finland av svenska nybyggare varvid svenskspråkiga byar uppstod längs strandmarkerna vid Kervo ås mynning. Enligt Kervo stads webbplats uppgick folkmängden i mitten på 1500-talet till endast 160 personer.
Orten erhöll järnvägsförbindelse 1862 då järnvägslinjen Helsingfors–Tavastehus öppnades för trafik. Den 16 juli 1874 öppnades Finlands första enskilda järnväg mellan Kervo och Borgå, Kervo–Borgå järnväg. Järnvägen bidrog till uppkomsten av industrier och affärer av alla slag. 1869 bildades flera tegelbruk och Finlands första cementfabrik. 1880 uppgick folkmängden till 649 personer. 1908 grundade sex snickargesäller från Borgå en snickerifabrik på orten. Under lång tid därefter var Kervo känd som snickarorten. Under 1970-talet fördubblades invånarantalet i staden.
Kervo ingår sedan 2003 i ett kommunsamarbete (KUUMA) kring servicefrågor och samhällsstrukturfrågor med Kyrkslätt, Träskända, Hyvinge, Mäntsälä, Borgnäs, Nurmijärvi, Sibbo, Vichtis och Tusby kommuner.

## Geografi

### Stadsdelar
Staden består av följande tio stadsdelar: Ahjo, Centrum, Jokivarsi, Kaleva, Kaskela, Kilta, Sompio, Savio, Ytterkervo och Överkervo.

### Herrgårdar
- Kervo gård är en egendom i staden.

## Politik

### Mandatfördelning i Kervo stad, valen 1976–2025
| 9 | 14 |  | 6 |  | 12 |

| 8 | 14 |  |  | 3 |  | 2 | 13 |

| 6 | 14 | 2 |  | 3 |  | 3 | 13 |

| 4 | 15 | 3 |  | 2 |  |  |  | 15 |

| 6 | 15 | 5 | 2 |  |  | 2 | 11 |

| 6 | 14 | 5 |  | 3 |  |  | 12 |

| 6 | 14 | 8 | 4 |  | 3 | 15 |

| 4 | 16 | 8 | 5 |  |  | 15 |

| 28 | 23 |

| 4 | 15 | 7 |  | 4 |  |  | 16 |

| 27 | 24 |

| 4 | 13 | 8 | 7 |  |  |  | 15 |

| 28 | 23 |

| 6 | 13 | 9 | 6 | 3 |  | 13 |

| 26 | 25 |

| 5 | 12 | 7 | 9 | 3 |  |  | 13 |

| 26 | 25 |

| 6 | 15 | 6 | 4 | 4 |  |  | 13 |

### Vänorter
Kervo har följande vänorter:
- Aschersleben, Tyskland
- Hjørring, Danmark
- Keila, Estland
- Kristiansand, Norge
- Ogre, Lettland
- Reykjanesbær, Island
- Solt, Ungern
- Trollhättan, Sverige
- Vladimir, Ryssland

Dessutom är Kervo tanzanesiska Aru Merus fadderkommun.

## Ekonomi och infrastruktur

### Näringsliv
De sex största arbetsgivarna i Kervo:
- Kervo stad (1 262)
- Sinebrychoff (870) (Bryggeri)
- Tuko Logistics Oy (521) (Transport- och logistiktjänster)
- Oy Metos Ab (220) (Tillverkning av storköksutrustningar)
- Ifolor Ab (85) (Fotolaboratorium)
- Kervo fångvårdsanstalt (141)

## Demografi

### Befolkningsutveckling
| Befolkningsutvecklingen i Kervo stad 1975–2020                                                               | Befolkningsutvecklingen i Kervo stad 1975–2020 | Befolkningsutvecklingen i Kervo stad 1975–2020 | Befolkningsutvecklingen i Kervo stad 1975–2020 | Befolkningsutvecklingen i Kervo stad 1975–2020 |
| --- | ---------------------------------------------- | ---------------------------------------------- | ---------------------------------------------- | ---------------------------------------------- |
| |                                                |                                                |                                                |                                                |
| År |                                                |                                                | Folkmängd                                      |                                                |
| 1975 | 1975                                           |                                                | 20 786                                         |                                                |
| 1980 | 1980                                           |                                                | 23 851                                         |                                                |
| 1985 | 1985                                           |                                                | 26 207                                         |                                                |
| 1990 | 1990                                           |                                                | 27 597                                         |                                                |
| 1995 | 1995                                           |                                                | 29 385                                         |                                                |
| 2000 | 2000                                           |                                                | 30 270                                         |                                                |
| 2005 | 2005                                           |                                                | 31 544                                         |                                                |
| 2010 | 2010                                           |                                                | 34 282                                         |                                                |
| 2015 | 2015                                           |                                                | 35 293                                         |                                                |
| 2020 | 2020                                           |                                                | 37 105                                         |                                                |
| Anm: Uppgifterna avser förhållandena den 31 december nämnda år enligt områdesindelningen den 1 januari 2022. |                                                |                                                |                                                |                                                |

### Språk
Befolkningen efter språk (modersmål) den 31 december 2022. Finska, svenska och samiska räknas som inhemska språk då de har officiell status i landet. Resten av språken räknas som främmande. För språk med färre än 10 talare är siffran dold av Statistikcentralen på grund av sekretesskäl. Språk med färre än 50 talare har räknats ihop för att minska tabellens storlek.
| Språk                                       | Talare 2022-12-31 | Talare 2022-12-31 |
| Språk                                       | Antal             | Andel (%)         |
| ------------------------------------------- | ----------------- | ----------------- |
| Hela befolkningen                           | 37 676            | 100,0             |
| Inhemska språk totalt                       | 32 185            | 85,4              |
| Finska                                      | 31 718            | 84,2              |
| Svenska                                     | 467               | 1,2               |
| Främmande språk totalt                      | 5 491             | 14,6              |
| Estniska                                    | 1 367             | 3,6               |
| Ryska                                       | 955               | 2,5               |
| Arabiska                                    | 358               | 1,0               |
| Engelska                                    | 229               | 0,6               |
| Turkiska                                    | 222               | 0,6               |
| Annat språk                                 | 193               | 0,5               |
| Tigrinska                                   | 190               | 0,5               |
| Thailändska                                 | 168               | 0,4               |
| Persiska                                    | 164               | 0,4               |
| Vietnamesiska                               | 149               | 0,4               |
| Kurdiska                                    | 127               | 0,3               |
| Rumänska                                    | 124               | 0,3               |
| Albanska                                    | 113               | 0,3               |
| Spanska                                     | 96                | 0,3               |
| Nepali                                      | 78                | 0,2               |
| Kinyarwanda                                 | 71                | 0,2               |
| Tyska                                       | 69                | 0,2               |
| Kinesiska                                   | 65                | 0,2               |
| Ukrainska                                   | 60                | 0,2               |
| Språk med färre än 50 talare men fler än 10 | 554               | 1,5               |
| Språk med färre än 10 talare                | 139               | 0,4               |

|  | Finska (84,2 %) |

|  | Svenska (1,2 %) |

|  | Främmande språk (14,6 %) |

|  | Finska (84,2 %) |

|  | Svenska (1,2 %) |

|  | Främmande språk (14,6 %) |

## Kultur

### Sevärdheter
- Kervos bilfria stadskärna. Genom centrum går Finlands längsta gågata, Kauppakaari. Sträckan är 850 meter lång.
- Kervo museum
- Kervo konstmuseum
- Skulpturen av friidrottaren Volmari Iso-Hollo och bysten av president J.K. Paasikivi.

### Kända personer med anknytning till Kervo
- Från 1917 till in på 1940-talet innehades Jukola herrgård av president J.K. Paasikivi.
- Kervo var 1898–1902 bostadsort för kompositör Jean Sibelius.
- Hanna-Maria Seppälä,  frisimmare.
- Volmari Iso-Hollo, dubbel olympisk mästare på 3000 meter hinder.